# Вигмассааре
Ви́гмассааре (ест. Võhmassaare küla) — село в Естонії, у волості Пиг'я-Сакала повіту Вільяндімаа.

## Населення
Чисельність населення на 31 грудня 2011 року становила 32 особи.

## Географія
Село лежить у південному передмісті Вигма.
Через населений пункт проходить автошлях 24112 (Яска — Вигма).

## Історія
З 13 лютого 1992 до 21 жовтня 2017 року село входило до складу волості Сууре-Яані.